# European Meteorological Society
Die European Meteorological Society (EMS; deutsch Europäische Meteorologische Gesellschaft) ist eine meteorologische Gesellschaft und wurde nach fünf Jahren Vorbereitungszeit im September 1999 gegründet.
Gründungsmitglieder waren 21 nationale meteorologische Gesellschaften aus 20 europäischen Ländern.
Die EMS hat ihren Sitz an der FU Berlin.
Aufgaben:
- Entwicklung von Anwendungen der Meteorologie (und benachbarter Wissenschaften) für das öffentliche Wohl
- Vermittlung meteorologischen Wissens in der Öffentlichkeit
- Entwicklung von Vorschlägen zur Vermittlung meteorologischen Wissens im Schulunterricht
- Entwicklung europaweit nutzbarer Qualitäts- und Anerkennungskriterien für Arbeitsergebnisse der Meteorologie

Die Gesellschaft organisiert im Rahmen eigener Meetings auch die internationale European conference on applications of meteorology (ECAM).